# Elecciones generales de Antigua y Barbuda de 1960
Las elecciones generales de Antigua y Barbuda de 1960 tuvieron lugar el 29 de noviembre del mencionado año con el objetivo de renovar los diez escaños electos del Consejo Legislativo, parlamento local de Antigua y Barbuda, entonces una colonia del Imperio británico. Se trató de las cuartas elecciones generales en la historia antiguana y las terceras bajo sufragio universal. Se trató también de las primeras después de la concesión de un autogobierno limitado a la colonia, por lo que el Consejo Legislativo tendría la autoridad de investir a un Ministro Principal como jefe de Gobierno local. Asimismo, fue la única elección que Antigua y Barbuda celebró mientras era parte de la efímera Federación de las Indias Occidentales.
Los escaños electos del legislativo se aumentaron de ocho a diez escaños, creando una circunscripción separada para la isla de Barbuda (hasta entonces unificada con St. John's City South) y dividiendo St. George y St. John Rural North. En enero de 1960, Vere Cornwall Bird, líder del Partido Laborista de Antigua (ALP), fue juramentado como primer ministro principal de Antigua y Barbuda tras la concesión del autogobierno parlamentario. Con el fin de renovar su mandato, Bird disolvió el Consejo Legislativo el 29 de octubre y convocó a elecciones anticipadas.
Todavía considerado el único partido que representaba a la mayoría de la población, el ALP fue la única fuerza presente en todas las circunscripciones y sus opositores, en su mayoría representantes de la exigua clase media y alta compuesta por minorías étnicas, se vieron diezmados. El Partido Laborista Democrático de Antigua (ADLP) de Emanuel DeSouza presentó dos candidatos en St John, mientras que el agricultor Robert Hall se presentó como independiente en el distrito de St Mary. En Barbuda, el surgimiento de un creciente regionalismo culminó en la fundación del Movimiento Democrático de Barbuda (BDM), liderado por Hilbourne Frank, que se presentó en la circunscripción recién creada para la isla. Con solo cuatro candidatos opositores, el ALP ganó seis escaños sin oposición el día de la nominación (incluyendo el del propio Bird), garantizándose una mayoría absoluta antes de que la votación se realizara. Esta se mantiene hasta la fecha como la última elección en la que se han producido victorias sin oposición.
Como resultado de la falta de competencia real, las elecciones se vieron marcadas por la apatía y solo un 37,98% de los votantes registrados emitió sufragio. El ALP obtuvo el 85,02% de los votos y triunfó con facilidad en las tres circunscripciones disputadas en Antigua. A pesar de su desventaja frente al aparato del ALP, Hall logró el 21,70% de los votos y retuvo su depósito como independiente, representando sus votos la segunda unidad más votada en toda la elección y consolidando su posición como principal dirigente de la oposición a Bird. Los dos candidatos del ADLP perdieron sus depósitos, con un 2,64% de las preferencias. Aunque el ALP se impuso en Barbuda también, la isla evidenció una competencia mucho más ajustada y Frank obtuvo el 46,18% de los votos, el mejor resultado hasta el momento para cualquier candidato no laborista. Con este resultado, Bird resultó ratificado como ministro Principal.

## Sistema electoral
De acuerdo con la constitución entonces vigente el Consejo Legislativo de Antigua y Barbuda, órgano legislativo del gobierno colonial, se compondría de trece escaños. Uno de estos sería el gobernador, quien designaría a otros dos. Los diez restantes serían elegidos por voto directo mediante un sistema de escrutinio mayoritario uninominal, con el territorio de la colonia dividido en ocho circunscripciones, cada una de las cuales estaría representada por un miembro del Consejo elegido a simple mayoría de votos. El mandato máximo del Consejo Legislativo sería de cinco años. Todos los ciudadanos mayores de veintiuno tendrían derecho a voto.

## Resultados

### Nivel general
|  | 85.02 % |

|  | 6.03 % |

|  | 2.64 % |

|  | 6.31 % |

|  | 97.81 % |

|  | 2.19 % |

|  | 100.00 % |

|  | 37.98 % |

### Resultado por isla
| Isla    | ALP   | ALP    | ALP     | ADLP         | ADLP         | ADLP         | Ind.         | Ind.         | Ind.         | BDM          | BDM          | BDM          |
| Isla    | Votos | %      | Escaños | Votos        | %            | Escaños      | Votos        | %            | Escaños      | Votos        | %            | Escaños      |
| ------- | ----- | ------ | ------- | ------------ | ------------ | ------------ | ------------ | ------------ | ------------ | ------------ | ------------ | ------------ |
| Antigua | 1.952 | 89,71% | 9       | 66           | 3,03%        | —            | 158          | 7,26%        | —            | No participó | No participó | No participó |
| Barbuda | 176   | 53,82% | 1       | No participó | No participó | No participó | No participó | No participó | No participó | 151          | 46,18%       | —            |
| Total   | 2.128 | 85,02% | 10      | 66           | 2,64%        | 0            | 158          | 6,31%        | 0            | 151          | 6,03%        | 0            |

### Resultados por circunscripción
|  | 97.23 % |

|  | 2.77 % |

|  | 94.13 % |

|  | 5.87 % |

|  | 78.30 % |

|  | 21.70 % |

|  | 53.82 % |

|  | 46.18 % |